# Filmkanylen
Filmkanylen var et dansk filmmagasin, der blev vist på TV 2 i perioden 1994–1997.
Programmets værter var Mette Damgård-Sørensen og Flemming Kaspersen.